# Flower (revenusの曲)
「Flower」（フラワー）は、日本のロック・バンドであるrevenusが2001年5月9日にリリースした3作目のシングルである。
テレビ朝日系『内村プロデュース』のエンディング・テーマとして採用された。

## 収録曲
| 全作詞: 世古あき子、全作曲: 菅原サトル。 |                                         |            |            |      |
| #                                        | タイトル                                | 作詞       | 作曲・編曲 | 時間 |
| 1.                                       | 「Flower」                              | 世古あき子 | 菅原サトル | 5:18 |
| 2.                                       | 「Happy Driving (Live Re-mix)」         | 世古あき子 | 菅原サトル | 7:26 |
| 3.                                       | 「Flower (Piano Instrumental Version)」 | 世古あき子 | 菅原サトル | 4:16 |

## パーソネル
| - ミキシング・エンジニア：         | ジョー・チッカレリ                                          |
| - レコーディング・エンジニア：     | タール・ミラー、ジョン・X、シメオネ・シュピーゲル、村田康治 |
| - アシスタント・エンジニア：       | マイク・エレオプロス、ドック・ナイト、関朋充                |
| - マスタリング・エンジニア：       | 前田康二（バーニーグランドマン・マスタリング）              |
| - エグゼクティブ・プロデューサー： | YOSHIKI、坂本健、森田秀美                                   |